# Копп, Ульрих Фридрих
Ульрих Фридрих Копп (нем. Ulrich Friedrich Kopp, 1762—1834) — палеограф, профессор Гейдельбергского университета.

## Биография
Родился 18 марта 1762 года в Касселе. Происходил из гессенской семьи юристов. Его дедом был директор юридической фирмы в Марбурге Иоганн Адам Копп (1698–1748), отцом – судебный директор Карл Филипп Копп (1728–1777).
Ульрих Фридрих Копп также изучал право — в Марбургском университете, а затем поступил на государственную службу в Гессен-Касселе. По состоянию здоровья в 1799 году решил оставить государственную службу, но вышел в отставку только в 1804 год и занялся научной работой. В этом же году юридический факультет Гёттингенского университета присвоил ему звание почётного доктора в знак признания его достижений.
Когда Курхессен (бывшее ландграфство Гессен-Кассель) был в 1806 году оккупирован Наполеоном, Копп отправился в Баден. Читал курсы дипломатии в Гейдельбергском университете, который в 1808 году назначил его почётным профессором. В это время Копп усиленно интересовался римской литературой, а также выучил греческий язык. Результаты его исследований и лекций были включены в его научные публикации. 
Его главный труд — «Palaeographia critica», в которой излагается латинская и греческая стенография и дан словарь тироновских сокращений. Копп впервые доказал буквенный состав последних, прежде считавшихся идеограммами. Эту книгу, составившую эпоху в истории латинской палеографии, Копп издал и в техническом отношении чрезвычайно тщательно: он сам набирал для печати трудные места, сам нарисовал все фигуры и подготовил снимки нескольких актов эпохи каролингов. Четыре грамоты эпохи каролингов монастырей Фульды и Герсфельда сохранились только в снимках Коппа.
Он написал также «Bilder und Schriften der Vorzeit» (1819—1821); «Über die Verfassung der heimlichen Gerichte in Westfalen» (1794); «Bruchstücke zur Erläuterung der deutschen Geschichte und Rechte» (1799 и 1801) и многие другие работы.
Свои последние годы провёл в Мангейме. Умер 26 марта 1834 года в Марбурге в гостях у своего друга и ученика Карла Фридриха Германа.